# Sophien-Krankenhaus Weimar

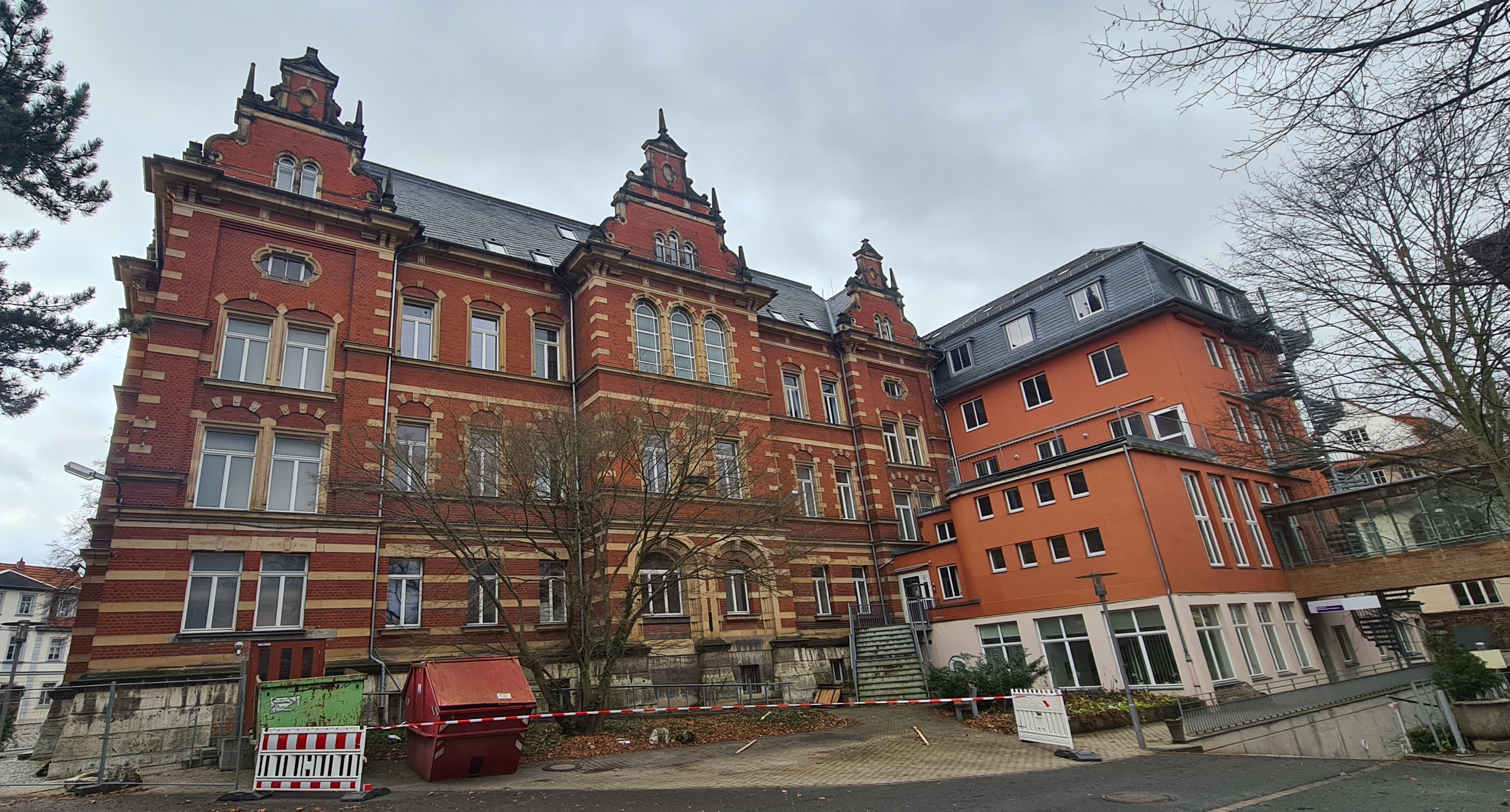
Sophien-Krankenhaus Weimar Hauptgebäude Rückansicht (2023)

Das ehemalige evangelische Sophien-Krankenhaus in Weimar ist ein Gebäudekomplex in der Weimarer Westvorstadt an der Trierer Straße 2a der kirchlichen diakonischen „Stiftung Sophienhaus Weimar“. Es bestand von 1904 bis 1998. Das ehemalige Krankenhausgelände befindet sich zwischen der Trierer Straße (früher Lassenstraße), Schubertstraße (früher Bismarckstraße), Hegelstraße und Humboldtstraße (früher Luisenstraße).

## Geschichte
Benannt war das Krankenhaus nach Großherzogin Sophie von Oranien-Nassau, Prinzessin der Niederlande und Großherzogin von Sachsen-Weimar-Eisenach, die die Initiative der Gründung der Stiftung übernahm. Aus sozialer Verantwortung heraus wurde 1875 das Werk mit den Schwerpunkten Gemeinde- und Krankenpflege, Sozialfürsorge und Ausbildung junger Frauen gegründet. Über die Landesgrenzen hinaus wurde die neue Idee bekannt, Pflege und Sozialfürsorge zu verbinden und die zentrale Bedeutung gerade Frauen eine fundierte Bildung und Ausbildung zu ermöglichen. Zentrale Aufgabe ist die soziale, medizinische, therapeutische, pädagogische und seelsorgerliche Arbeit.
1884/86 wurde der Backsteinbau unter Oberbaudirektor Julius Bormann erbaut. Das Sophien-Krankenhaus wurde als Mutterhaus der Sophienhausschwesternschaft und als Krankenhaus errichtet. 1904 wurde das Krankenhaus mit einem einstöckigen Bau mit 65 Betten eingeweiht. Chefarzt war der Sanitätsrat und Chirurg Theodor Wette. 1906 wurde die erste staatlich anerkannte Krankenpflegeschule eröffnet. 1911/12 wurde das Krankenhaus auf 120 Betten erweitert. Seit 1927 bestand die Trägerschaft durch eine milde Stiftung. 1929/30 wurde das Mutterhaus zu seiner heutigen Form umgebaut und 1937 mit einem weiteren Anbau erweitert. Von 1908 bis 1937 war das Krankenhaus durch die Straßenbahn Weimar mit der Blauen Linie und Weißen Linie später mit der Linie 2 angebunden. Von 1945 bis 1951 wurde das Gelände durch die sowjetischen Truppen besetzt. Bis 1998 war das Krankenhaus die größte diakonische Einrichtung Thüringens. Zuletzt hatte das Krankenhaus 300 Betten. Die Fachbereiche Chirurgie, Gynäkologie und Innere Medizin waren vorhanden. Der Standort ist das Mutterhaus der Sophienhausschwestern und -brüder, Krankenpflegeschule und akademisches Lehrkrankenhaus der Friedrich-Schiller-Universität Jena.
1998 wurde das Sophien-Krankenhaus mit dem städtischen Hufeland-Krankenhaus zum Sophien- und Hufeland-Klinikum Weimar an einem neuen Standort zusammengeschlossen.
2000 entstand auf dem Gelände des Sophien-Krankenhauses durch das Architekturbüro Junk & Reich geplant die Johannes-Landenberger-Schule. Das Schulgebäude erhielt eine Anerkennungen beim Thüringer Staatspreis für Architektur und Städtebau 2002. Die Schule ist für Schülerinnen und Schüler mit sonderpädagogischem Förderbedarf in der geistigen Entwicklung.
Im Jahr 2009 wurde ein Großteil der diakonischen Aufgaben in der Diakoniestiftung Weimar Bad Lobenstein gGmbH zusammenführt, deren Gesellschafter die Stiftung Sophienhaus Weimar ist. Der Sitz des Vorstands befindet sich weiterhin auf dem Gelände. Das Krankenhaus ist heute das Altenpflegeheim Sophienhaus.

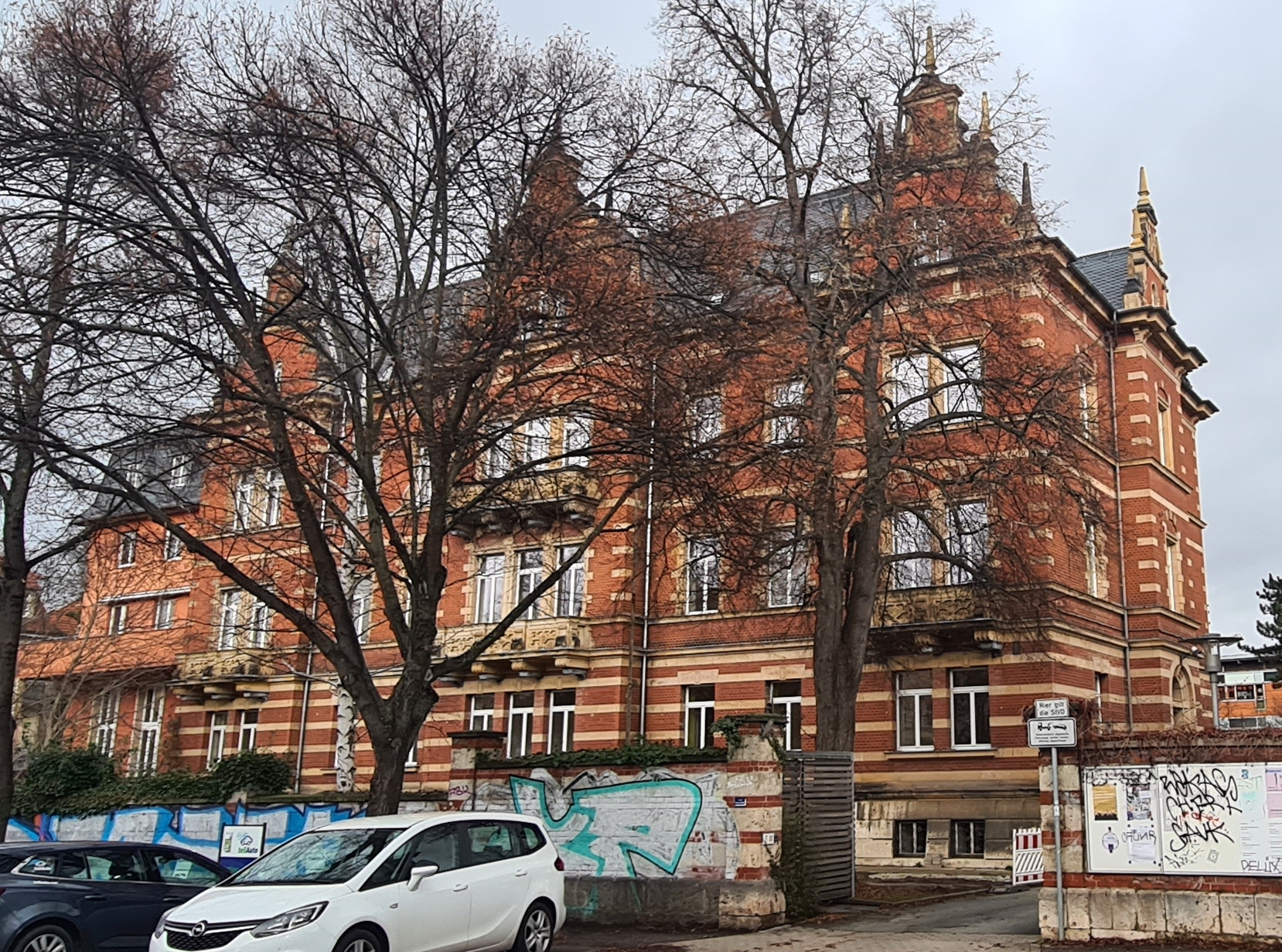
Sophien-Krankenhaus Weimar Vorderansicht (2023)
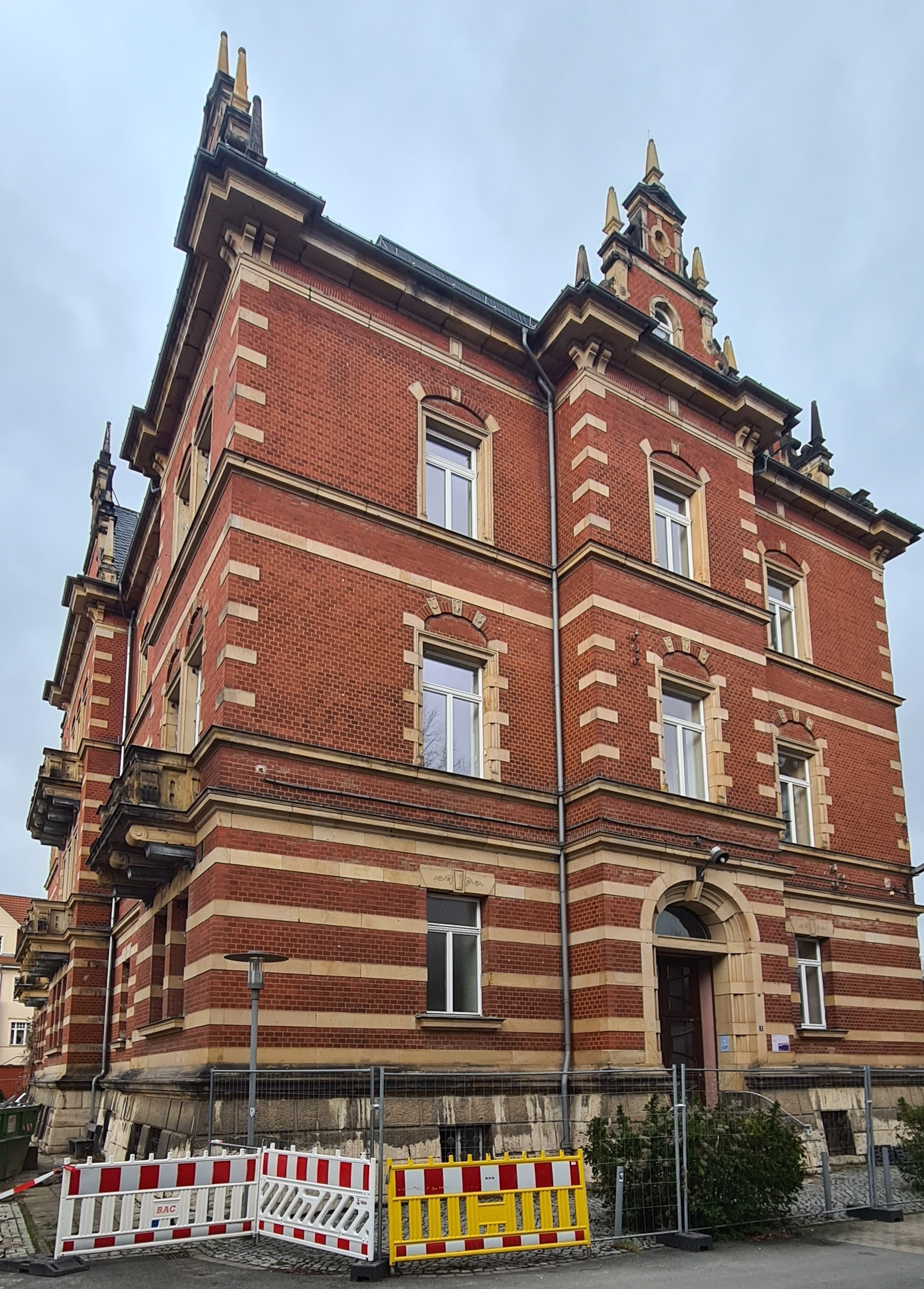
Sophien-Krankenhaus Weimar Seitenansicht (2023)